# Telocera wollastoni
Telocera wollastoni là một loài bọ cánh cứng trong họ Cerambycidae.